# 劉允謙
劉允謙，南直隸鳳陽府壽州（今安徽省壽縣）人，清朝政治人物、进士出身。

## 生平
顺治四年，登进士，后授刑部福建司郎中。顺治十二年，任巡按山東監察御史、帶管屯田。